# Маршевет Гукер
Маршевет Данте Гукер (англ. Marshevet Dante Hooker; деякий час виступала під прізвищем чоловіка — Маєрс (англ. Myers); нар. 25 вересня 1984) — американська легкоатлетка, яка спеціалізувалася на спринті.

## Спортивні досягнення
Фіналістка (5-е місце) олімпійських змагань з бігу на 200 метрів (2008).
Чемпіонка світу з естафетного бігу 4×100 метрів (2011). Фіналістка (8-е місце) чемпіонату світу з бігу на 100 метрів (2011).
Срібна призерка чемпіонату світу серед юніорів з естафетного бігу 4×100 метрів (2002). Бронзова призерка чемпіонату світу серед юніорів з бігу на 100 метрів (2002).
Віцечемпіонка США з бігу на 100 метрів (2011). Бронзова призерка чемпіонатів США з бігу на 200 метрів (2008, 2009).
Бронзова призерка чемпіонату США в приміщенні з бігу на 60 метрів (2007).